# Roetgen
Roetgen is een plaats in de Duitse deelstaat Noordrijn-Westfalen, gelegen in de Stadsregio Aken. Roetgen telt 8.650 inwoners (31 december 2020) op een oppervlakte van 39,02 km². Roetgen ligt aan de grens met België.
De meest westelijke en zuidelijke delen van Roetgen worden van de rest afgesneden door de Vennbahn, die onder België valt. Ten oosten van het gebied ten zuiden van de Vennbahn tot aan Lammersdorf ligt nog meer grondgebied met dezelfde status waarvan het Roetgener Wald het grootste deel vormt. Dit gebied vormt door de situatie rond de Vennbahn een exclave van Duitsland, net als Münsterbildchen, het gebied ten westen van de Vennbahn.

## Plaatsen in de gemeente Roetgen
- Mulartshütte
- Roetgen
- Rott

## Geschiedenis
Roetgen lag op een plaats waar Romeinse heerbanen elkaar kruisten, namelijk de weg tussen Xanten en Trier, en de weg tussen Düren en Luik. Bewoning vond daar echter niet plaats. Dat geschiedde pas in de 15e eeuw, terwijl het eerste schriftelijke document daaromtrent van 1551 was. Roetgen behoorde tot het Hertogdom Gulik.
Van 1636-1660 werd de eerste kerk gebouwd. De huidige Mariakapel is daar nog een overblijfsel van. De Lutheranen kwamen in de 18e eeuw naar Roetgen, en er kwam ook een Lutherse kerk. In deze tijd was de lakenindustrie en de weverij van groot belang voor Roetgen.
In 1885 kwam de Vennbahn tot stand welke Aken met het -toen nog Duitse- Sankt Vith verbond. In 1920 kwamen de Oostkantons aan België en werd Roetgen een grensplaats. De Vennbahn echter werd Belgisch grondgebied, zodat een deel van Roetgen een exclave werd. Op 12 september 1944 was Roetgen de eerste plaats in Duitsland die door de Amerikanen werd bevrijd. België wilde de diverse exclaves annexeren, maar zag daar in 1949 van af. Het karakter als grensplaats - lang een nadeel - is geworden tot een voordeel, en Roetgen profileert zich als toegangspoort tot de Hoge Venen en de Eifel. Onder meer de Eifelsteig doet Roetgen aan.
Op 13 maart 2019 raasde een tornado door het dorp heen die 32 huizen beschadigde, waarvan er tien onbewoonbaar verklaard werden.

## Bezienswaardigheden
- Mariakapel van 1636-1660, deel van de eerste kerk.
- Sint-Hubertuskerk, 1854-1856
- Lutherse kerk, 2e helft 18e eeuw
- Charliers-Mühle, een voormalige watermolen
- Gemeentehuis, met beeld van een wever

## Natuur en landschap
Roetgen ligt op een open plek te midden van uitgestrekte bossen in de Eifel, op de rand van de Hoge Venen en het Hertogenwoud. Met 410 meter ligt het hoog, maar in de omgeving loopt de hoogte op tot ruim 570 meter. Roetgen ligt ook op een waterscheiding. In het zuiden vindt men de bovenloop van de Vesder, in het noorden ontspringt de Grölisbach, welke de Dreilägerbach in zich opneemt en dan als Vichtbach naar de Inde stroomt. De Dreilägerbachtalsperre doet direct ten noorden van Roetgen een stuwmeer ontstaan.
De door Roetgen verlopende Bundesstraße 258 gaat vanuit het noorden kaarsrecht omhoog, dit traject wordt de Himmelsleiter genoemd.

## Nabijgelegen kernen
- Schmithof, Rott, Raeren, Lammersdorf

## Geboren in Roetgen
- Lotti Krekel (1941-2023), zangeres en actrice

## Foto's

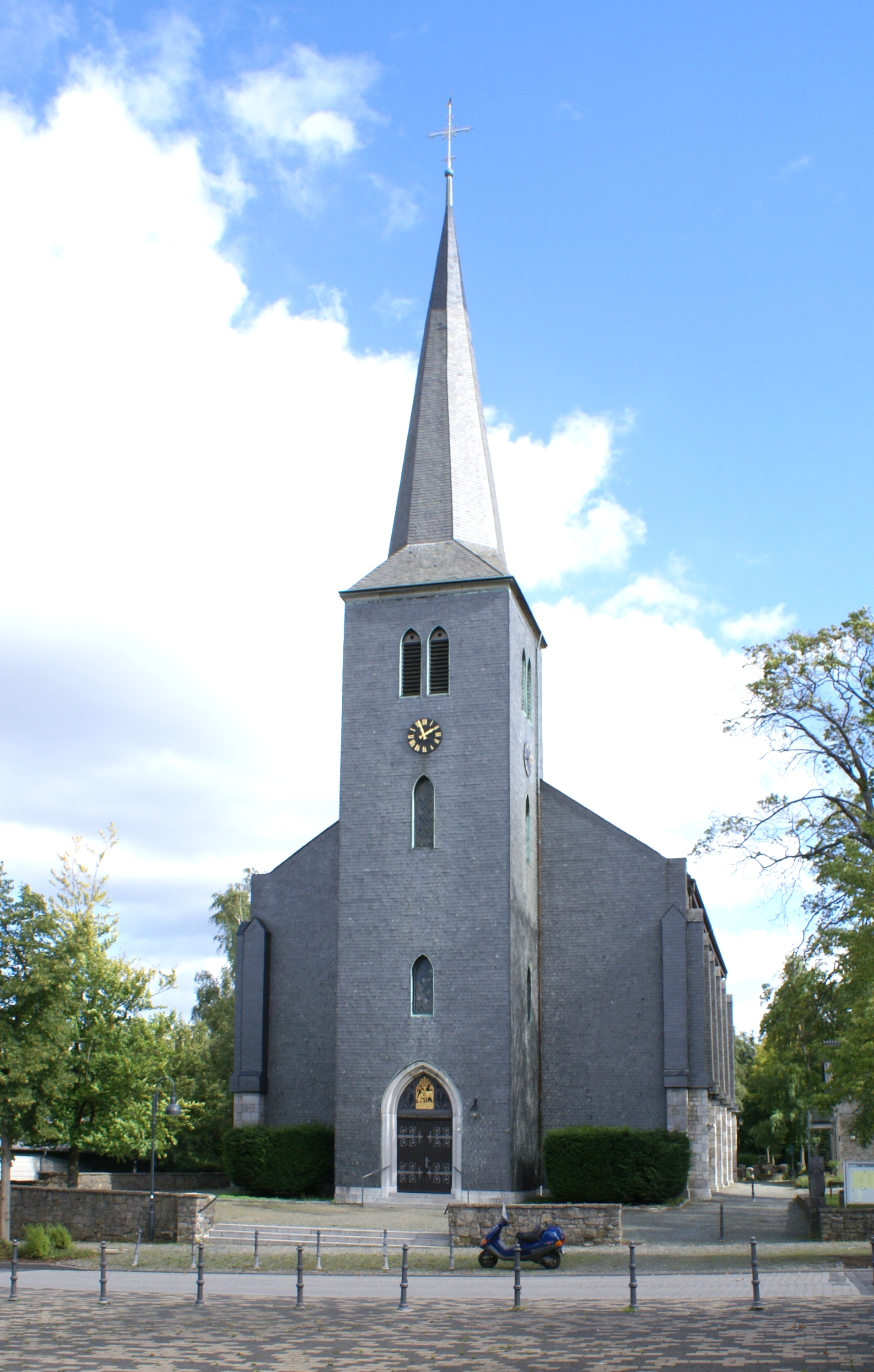
Sint-Hubertuskerk
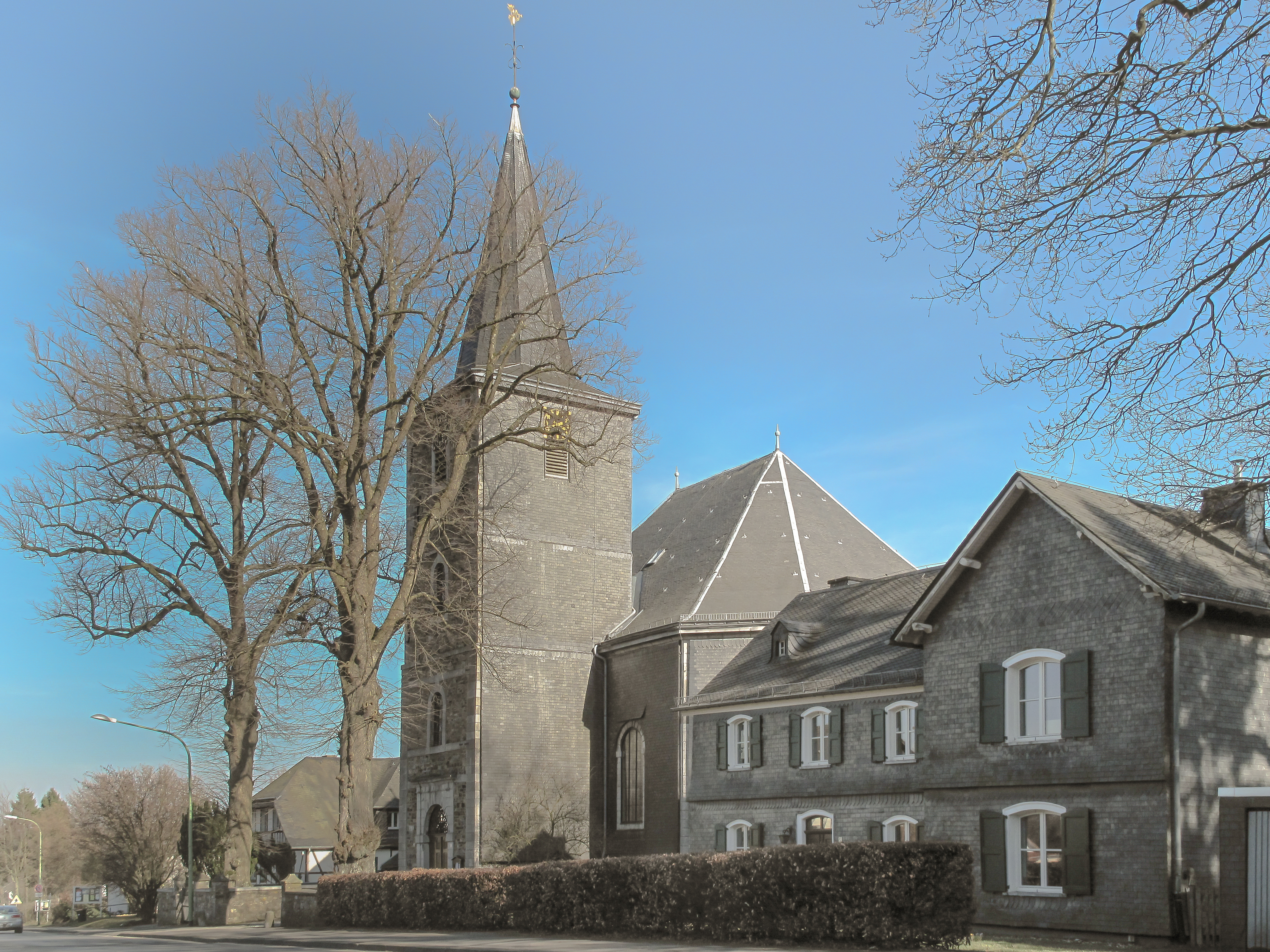
Lutherse kerk
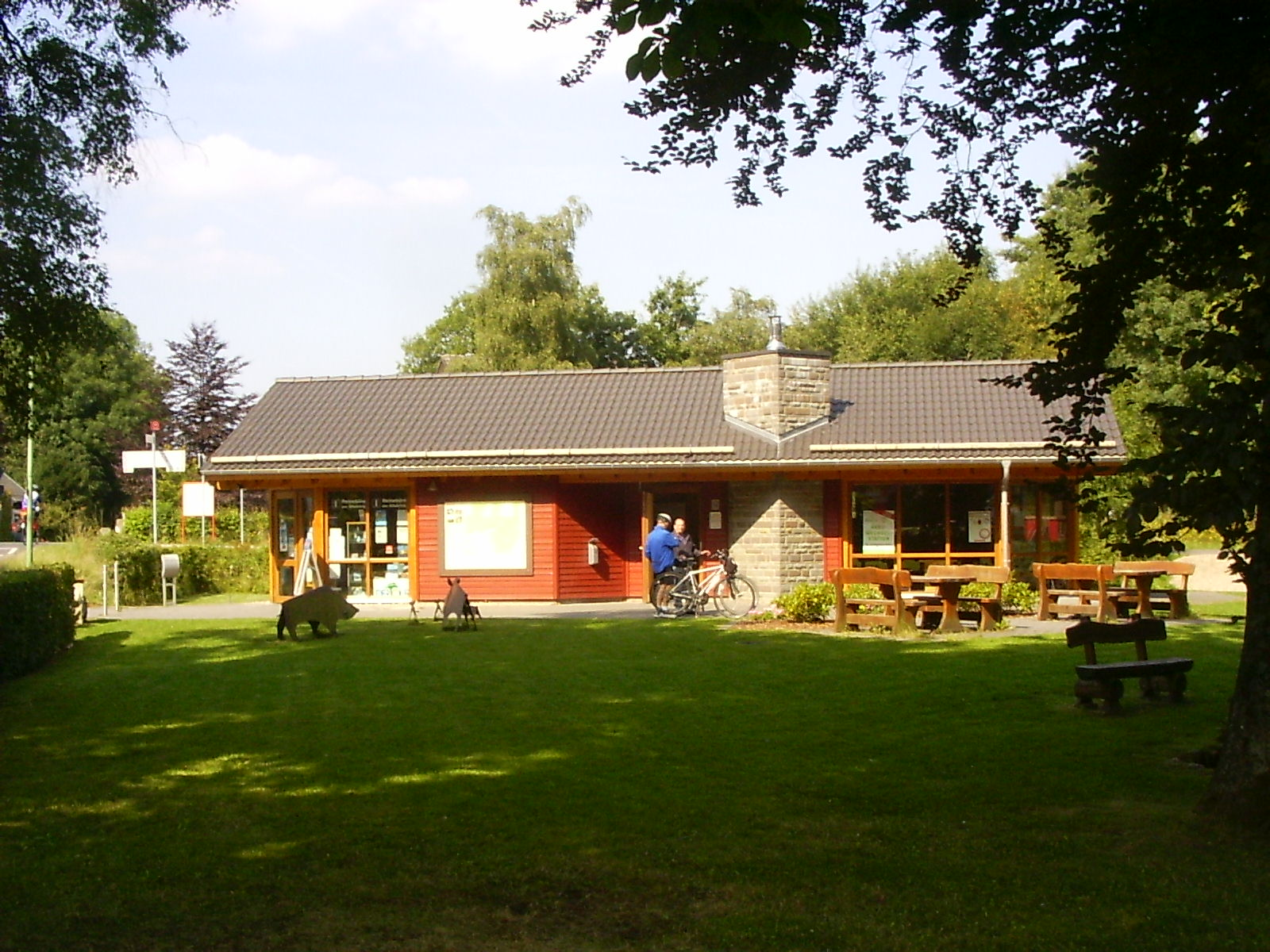
Rustplaats voor fietsers
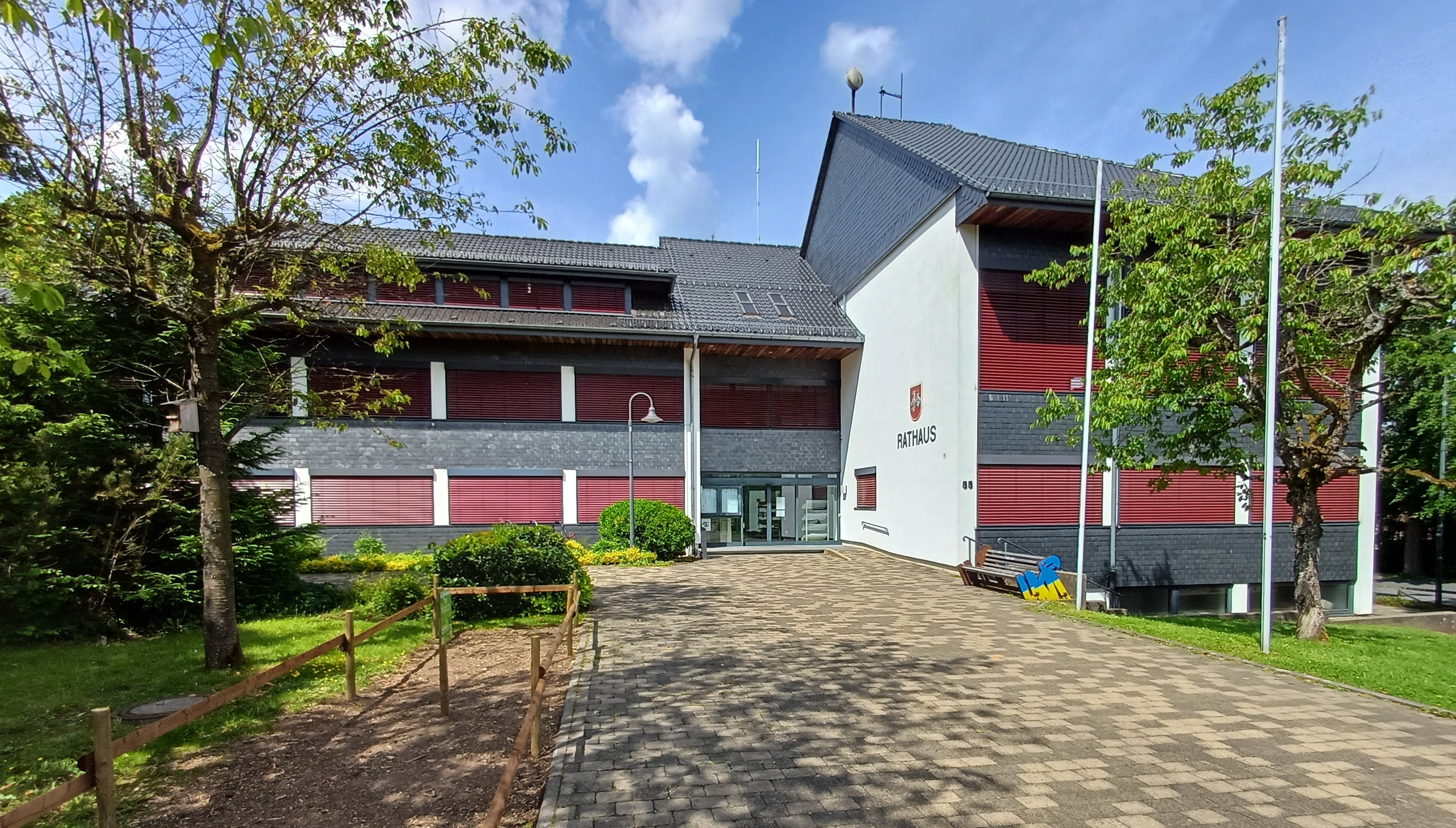
Gemeentehuis
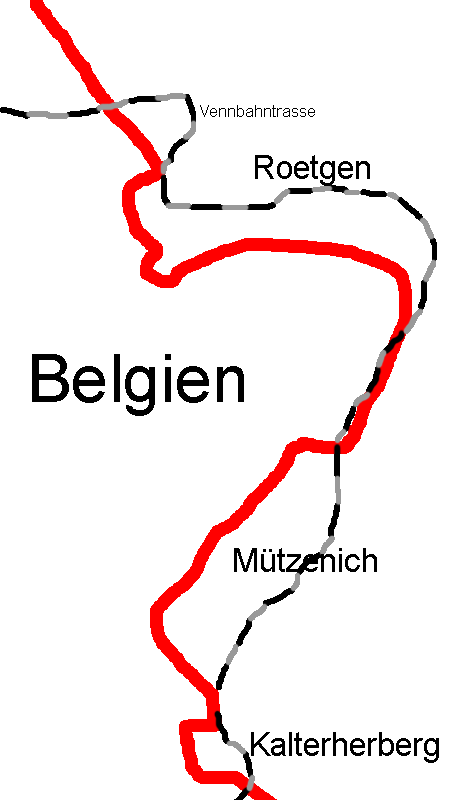
Tracé van de Vennbahn
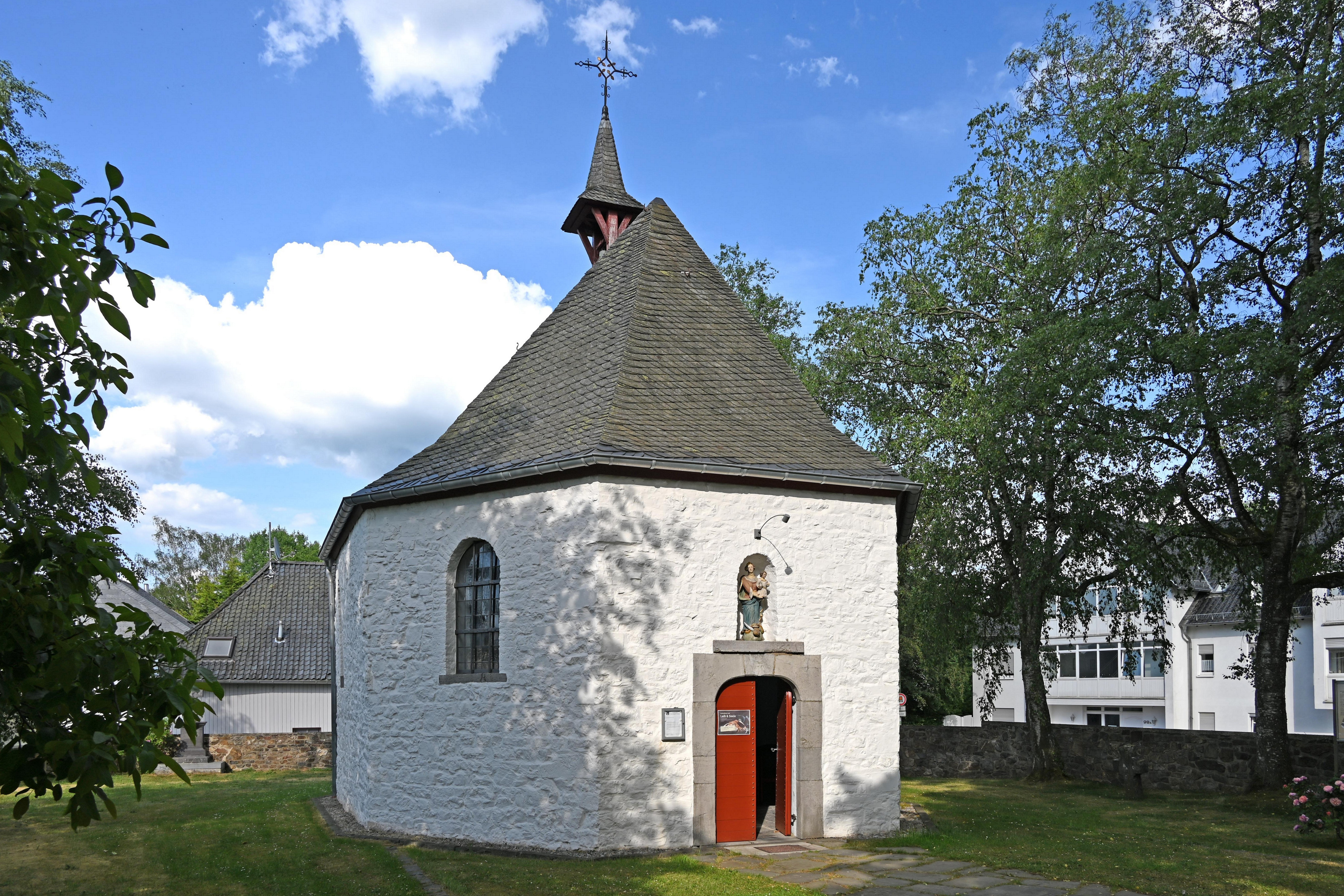
Mariakapel

Mulartshütte · Roetgen · Rott

Stedenregio Aken · Regierungsbezirk Keulen · Noordrijn-Westfalen
Aken · Alsdorf · Baesweiler · Eschweiler · Herzogenrath · Monschau · Roetgen · Simmerath · Stolberg · Würselen